# Kuivasaari (ö i Mellersta Finland, Jämsä, lat 61,64, long 24,95)
Kuivasaari är en ö i Finland. Den ligger i sjön Kuoksenjärvi och i kommunen Jämsä i landskapet Mellersta Finland, i den södra delen av landet, 160 km norr om huvudstaden Helsingfors. Öns area är 0,3 hektar och dess största längd är 140 meter i sydöst-nordvästlig riktning.